# Kajmany na Letnich Igrzyskach Olimpijskich 1996
Kajmany na Letnich Igrzyskach Olimpijskich 1996 reprezentowało dziewięciu zawodników: ośmiu mężczyzn i 1 kobieta. Był to piąty start reprezentacji Kajmanów na letnich igrzyskach olimpijskich.

## Skład kadry

### Kolarstwo
Mężczyźni
- Stefan Baraud – kolarstwo szosowe wyścig ze startu wspólnego – nie ukończył wyścigu,

### Lekkoatletyka
Kobiety
- Cydonie Mothersill – bieg na 100 m – odpadła w eliminacjach

### Żeglarstwo
- David Grogono – windsurfing mężczyźni – 43. miejsce,
- Mark Clark – klasa Finn – 29. miejsce,
- John van Batenburg Stafford – klasa Laser – 39. miejsce,
- Donald McLean, Carson Ebanks – klasa Star – 25. miejsce,
- Alun Davies, Michael Joseph – klasa Tornado – 19. miejsce